# 2017년 카탈루냐 독립 국민투표
2017년 카탈루냐 독립 국민투표(카탈루냐어: Referèndum sobre la independència de Catalunya, 스페인어: Referéndum de independencia de Cataluña de 2017)는 2017년 10월 1일에 실시된 스페인 카탈루냐 지방의 독립 여부를 묻는 주민 투표이다.

## 배경
스페인 카탈루냐 지방에서는 독립운동이 전개되어 왔으며, 최근에는 2014년 11월 9일 비공식 독립 주민 투표가 이루어 독립파가 80%를 차지했으나 반대파가 투표를 기권했기 때문에 투표율은 40% 정도에 그쳤다.
2015년 9월 27일 자치 의회 선거에서도 독립 찬성이 과반수를 차지했으며, 아르투르 마스 카탈루냐 주지사의 주도로 같은 해 11월 9일에 18개월 이내에 독립하는 카탈루냐 독립 절차 시작 선언이 의회에서 채택되었는데, 이것은 2016년 8월 스페인 헌법재판소에 의해 위헌이라고 판결했다.

## 결과

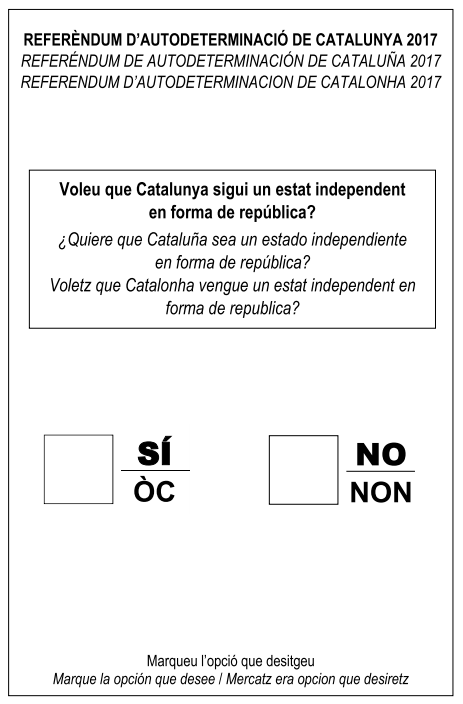
카탈루냐 지방 정부가 공개한 투표용지. 카탈루냐 지방의 공용어인 카탈루냐어, 스페인어(카스티야어), 아란어(오크어의 방언)로 쓰여져 있다.

| 선택                     | 득표        | %      |
| ------------------------ | ----------- | ------ |
| 찬성                     | 2,020,144표 | 91.96% |
| 반대                     | 176,565표   | 9.84%  |
| 유효표                   | 2,196,709표 | 97.1%  |
| 무효표/공표              | 65,715표    | 2.9%   |
| 총합                     | 2,262,424표 | 100%   |
| 유권자 등록수/투표율     | 5,313,564표 | 42.58% |
| 출처: 카탈루냐 지방 정부 |             |        |

## 같이 보기
- 카탈루냐 독립운동
- 2014년 카탈루냐 독립 국민투표
- 2017년 스페인 헌정위기